# Valea Seacă (okręg Prahova)
Valea Seacă – wieś w Rumunii, w okręgu Prahova, w gminie Gornet-Cricov. W 2011 roku liczyła 172 mieszkańców.